# Niezabyszewo
Niezabyszewo (Duits: Damsdorf) is een dorp in de Poolse woiwodschap Pommeren. De plaats maakt deel uit van de gemeente Bytów en telt 810 inwoners.

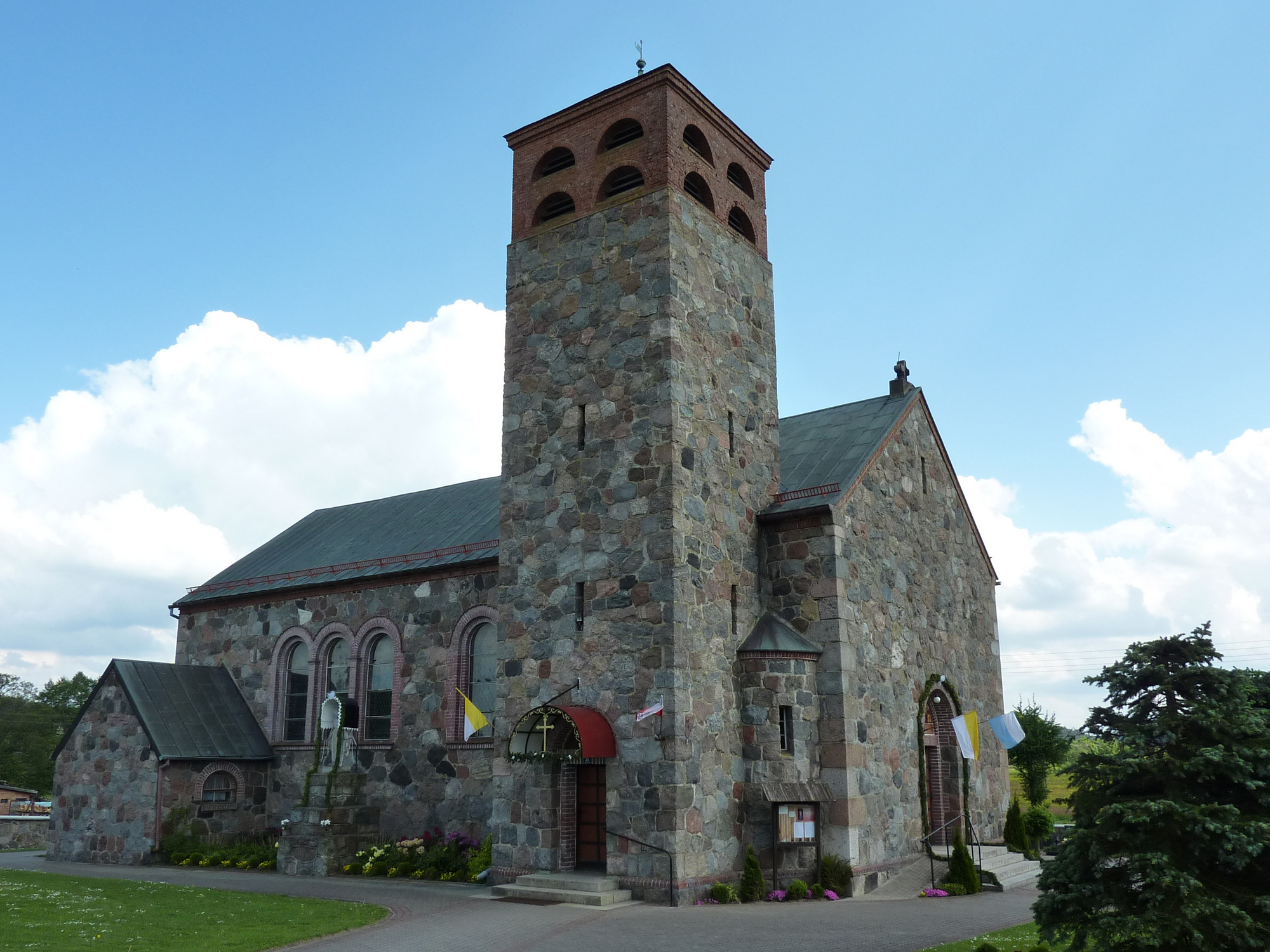
Kerkgebouw